# .pn
.pn je vrhovna internetska domena (country code top-level domain - ccTLD) za Pitcairn. Domenom upravlja Uprava Otoka Pitcairn.

## Vanjske poveznice
- IANA .pn whois informacija  Arhivirana inačica izvorne stranice od 21. kolovoza 2008. (Wayback Machine)